# Noyelles-lès-Seclin

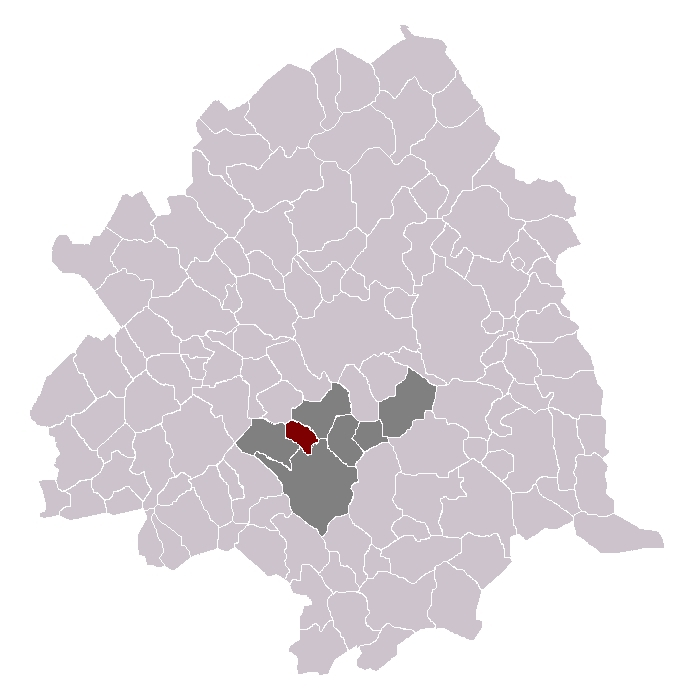
Ubicació de Noyelles-lès-Seclin dins del cantó i el districte

Noyelles-lès-Seclin és un municipi francès, situat a la regió dels Alts de França, al departament del Nord. L'any 2006 tenia 893 habitants. Limita al nord-oest amb Emmerin, al nord-est amb Wattignies, al sud-oest amb Houplin-Ancoisne i al sud-est amb Seclin.

## Demografia
| 1962                                       | 1968 | 1975 | 1982  | 1990  | 1999 | 2006 |
| ------------------------------------------ | ---- | ---- | ----- | ----- | ---- | ---- |
| 294                                        | 306  | 358  | 1.035 | 1.011 | 846  | 893  |
| Des de 1962: població sense dobles comptes |      |      |       |       |      |      |

## Administració
| Període   | Identitat          | Partit        |
| --------- | ------------------ | ------------- |
| 2001-2008 | Alain Dusausoy     | Divers droite |
| 2008-     | Michel Demersseman |               |